# Чепиков, Сергей Владимирович
Серге́й Влади́мирович Че́пиков (род. 30 января 1967, Хор, Хабаровский край) — российский государственный деятель, депутат Государственной думы. Советский и российский биатлонист и лыжник, двукратный олимпийский чемпион и двукратный чемпион мира по биатлону. Первый в истории новой России обладатель Кубка мира по биатлону. Заслуженный мастер спорта СССР (1988). Участник шести Олимпийских игр. Выступал за «Динамо» (Свердловск/Екатеринбург). Был тренером-консультантом сборной России по биатлону и вице-президентом Союза биатлонистов России. Знаменосец сборной команды России на Олимпийских играх 1994 — Лиллехаммер.
Депутат Государственной думы VII и VIII созывов (с 2016 года), депутат Законодательного собрания Свердловской области (2011—2016), депутат Областной думы Свердловской области (2008—2011). Член партии «Единая Россия».
Из-за вторжения России на Украину, находится под международными санкциями Евросоюза, США, Великобритании и ряда других стран

## Биография
Сергей Чепиков родился в рабочем посёлке Хор Хабаровского края. Его родители происходили из Белоруссии, но были репрессированы и высланы на Дальний Восток. После окончания вуза Владимира Чепикова распределили в город Бийск Алтайского края, туда вслед за отцом семейства переехала семья. На тот момент Сергею было три месяца.

### Спортивная карьера
Сергей в детстве играл в баскетбол, волейбол, хоккей. Особенно много занимался хоккеем в спортивном клубе «Заря». На летних каникулах отправлялся в Костромскую область и практиковался в стрельбе в тире, где работал дед. На окончательный выбор спорта повлиял тренер Иван Чумичёв, который приходил на хоккейные тренировки и убеждал Сергея заняться биатлоном.
В 13 лет, после пятого класса, Чепикова пригласили в свердловскую школу-интернат спортивного профиля. Там он с 1982 тренировался под руководством Заслуженного тренера РСФСР Павла Береснева. На тот момент Сергей Чепиков не был самым заметным спортсменом в спортшколе, но благодаря целеустремлённости и трудолюбию в 1985 году его включили в юношескую сборную команду Советского Союза.

#### Биатлон (1987—1994)
В 1987 году на чемпионате мира среди юниоров в финском Лахти Сергей Чепиков получил три золотые медали, а местная пресса прозвала его «принцем биатлона». Уже через год, на Зимних Олимпийских играх 1988 в канадском Калгари Чепиков завоевал бронзу в индивидуальном спринте на 10 км и золото в составе сборной команды в эстафете 4×7,5 км.
В 1989 году на чемпионате мира в австрийском Файстритце 22-летний Чепиков завоевал золото в командной гонке на 10 км. После Чепиков впервые в истории советского биатлона дважды стал обладателем кубка мира — в сезонах 1989/1990 и 1990/1991.
В 1990 году на чемпионате мира взял серебро в индивидуальной гонке на 20 км, проходившей в Минске, и бронзу в спринте на 10 км на трассе в Хольменколлене. В ходе чемпионата мира 1991 года в Лахти Чепиков завоевал бронзу в командной гонке на 10 км и серебро в эстафете 4×7,5 км.
На Зимних Олимпийских играх 1992 во французском Альбервиле Чепиков взял серебро в составе объединённой команды в эстафете 4×7,5 км.
На чемпионате мира по биатлону 1993 года в болгарском Боровце Сергей Чепиков выиграл серебро в командной гонке на 10 км, бронзу — в индивидуальной гонке на 20 км и серебро — в эстафете 4×7,5 км.
На Зимних Олимпийских играх 1994 в норвежском Лиллехаммере Сергей Чепиков завоевал золото в спринте 10 км. В эстафете 4×7,5 км он возглавлял российскую команду, и сборная выиграла серебряные медали. Также Чепиков был знаменосцем российской команды на церемонии открытия Игр.

#### Лыжные гонки (1995—1998)
В 1995 году Сергей Чепиков принял решение перейти из биатлона в лыжные гонки. Однако в новом для себя виде не смог добиться тех же высот. Максимальный успех — 5-е место в эстафете 4×10 км в составе российской команды на Зимних Олимпийских играх 1998 года в японском Нагано.
После Олимпиады в Японии 31-летний Сергей Чепиков решил завершить спортивную карьеру. Тогда же он поступил на факультет физической культуры Уральского государственного технического университета (УПИ) и окончил его в 2003 году.

#### Биатлон (2001—2006)
В начале 2001 года Чепиков повстречался с президентом Союза биатлонистов России Александром Тихоновым, который убедил его вернуться в биатлон. Дальнейшие тренировки Чепиков проходил под руководством своего друга и соратника Александра Печёрского. Ещё два года ушло на восстановление спортивной формы.
Чепиков сумел пробиться в сборную на Зимние Олимпийские игры 2002 в американском Солт-Лейк-Сити, там в эстафете 4×7,5 км сборная заняла 4-е место.
На чемпионат мира по биатлону 2003 в Ханты-Мансийске Чепиков завоевал серебро в эстафета 4×7,5 км. В том же сезоне он стал 7-м в зачёте Кубка мира. В следующем сезоне 2003/2004 Чепиков выиграл спринт в итальянском Анхольце — это был первый выигранный этап Кубка мира за более чем десять лет.
На чемпионате мира по биатлону 2005 года Сергей Чепиков взял в австрийском Хохфильцене серебро в гонках преследования на 12,5 км и эстафете 4×7,5 км, и вновь серебро — в смешанной эстафете, проходившей в Ханты-Мансийске. На следующий год на чемпионате мира 2006 в словенской Поклюке он завоевал золото в смешанной эстафете.
В 2006 году Сергей Чепиков принял участие в своей шестой Олимпиаде. На Зимних Олимпийских играх в итальянском Турине в эстафете 4×7,5 км в составе российской сборной он выиграл серебро.
После Туринской Олимпиады Сергей Чепиков сперва озвучивал планы готовиться к Зимним Олимпийским играм 2010 года в канадском Ванкувере, но в конце марта 2007 года он объявил о завершении спортивной карьеры.

### Статистика спортивных достижений
Зимние Олимпийские игры
( x 2 +  x 3 +  x 1) 

На зимних Олимпийских играх 1988 выиграл бронзовую медаль в спринте, а на зимних Олимпийских играх 1994 золотую в той же дисциплине. В олимпийских эстафетах выиграл золотую медаль в Калгари, а также трижды серебро (в Альбервиле, Лиллехаммере и Турине).
Чемпионаты мира
( x 2 +  x 8 +  x 3) 

Двукратный чемпион мира — в командной гонке (1989) и в смешанной эстафете (2006). Также в его активе 8 серебряных медалей чемпионатов мира и 3 бронзовые.
Кубок мира
Двукратный обладатель Кубка мира (1990, 1991).

### Карьера тренера и функционера
С апреля 1984 года Сергей Чепиков параллельно со спортивными выступлениями работал инструктором по спорту Свердловского областного совета Всесоюзного физкультурно-спортивного ордена Ленина общества «Динамо».
После завершения спортивной карьеры в 2007—2008 годы Чепиков был главным тренером спортивной команды Уральского округа Внутренних войск МВД России.
В 2010—2013 годы был тренером-консультантом сборной России по биатлону.
В период с 2011 по 2014 год входил в состав правления Союза биатлонистов России.
В период с 18 мая 2018 по 11 июля 2018 был вице-президентом Союза биатлонистов России.

### Образование
Выпускник факультета физической культуры Уральского государственного технического университета — УПИ (г. Екатеринбург, ныне — Уральский федеральный университет). Ранее окончил тот же вуз по специальности «электроснабжение промышленных предприятий».

### Политическая карьера
В 2006 году Сергея Чепикова пригласил в политику действующий губернатор Свердловской области Эдуард Россель. В июне 2006 года Чепиков вступил в партию «Единая Россия», являлся членом президиума регионального политического совета партии.
2 марта 2008 года избран депутатом Областной думы Свердловской области, входил в состав комитета по социальной политике. На досрочных выборах 4 декабря 2011 года в Законодательное собрание Свердловской области вновь был избран депутатом от «Единой России». Являлся заместителем председателя комитета по социальной политике, курировал вопросы физической культуры, спорта, туризма и молодёжной политики.
В мае 2016 года по итогам предварительного голосования «Единой России» в Берёзовском одномандатном округе (Свердловская область) занял первое место (58,09 %). В результате был выдвинут партией кандидатом на выборах в Государственную думу VII созыва.
18 сентября 2016 избран депутатом Государственной думы VII созыва от «Единой России» по Берёзовскому одномандатному избирательному округу № 170 (Свердловская область). Набрал 43,64 % голосов избирателей, его ближайший соперник — кандидат от Справедливой России Дмитрий Ионин — лишь 15,22 %. В Госдуме вошёл во фракцию «Единая Россия» и комитет по физической культуре, спорту, туризму и делам молодежи. Позже стал членом комитета по транспорту и строительству.
С 2016 по 2021 год, в течение исполнения полномочий депутата Государственной Думы VII созыва, выступил соавтором 3 законодательных инициатив и поправок к проектам федеральных законов. По словам самого Чепикова, в рамках спортивного комитета он занимался вопросами развития комплекса ГТО, проблемами по подготовке спортивного резерва, в том числе вопросом возрождения школ-интернатов спортивного профиля, а также темой допинга.
Сергей Чепиков победил по Берёзовскому одномандатному округу на прошедших в конце мая 2021 года праймериз «Единой России» по отбору кандидатов для участия в выборах в Госдуму VIII созыва. Был избран 19 сентября 2021 года по Берёзовскому одномандатному избирательному округу № 170 (Свердловская область) депутатом Государственной думы VIII созыва, набрал 33,97 % голосов. В Госдуме нового созыва входит в состав комитета по государственному строительству и законодательству.

## Общественная деятельность
Сергей Чепиков является заместителем председателя попечительского совета училища олимпийского резерва № 1 в Екатеринбурге, член попечительских советов Екатеринбургского Дворца молодёжи и детско-юношеской спортивной школы Верх-Исетского района Екатеринбурга, экспертного совета екатеринбургского благотворительного общественного фонда «Свои дети», совета Свердловской областной организации Общества «Динамо».
Являлся председателем попечительского совета Федерации биатлона Свердловской области.
Был официальным послом XXVII Всемирной летней Универсиады 2013 в Казани от Екатеринбурга.
С середины 1990-х в Свердловской области регулярно проводились юношеские соревнования по биатлону на приз Сергея Чепикова.

## Санкции
23 февраля 2022 года, на фоне вторжения России на Украину, включён в санкционный список Евросоюза, так как «поддерживал и проводил действия и политику, которые подрывают территориальную целостность, суверенитет и независимость Украины, которые ещё больше дестабилизируют Украину».
24 февраля 2022 года включён в санкционный список Канады «близких соратников режима» за голосование о признании независимости «так называемых республик в Донецке и Луганске».
24 марта 2022 года включён OFAC Минфина США в санкционный список за «соучастие в войне Путина», по данным Госдепа США депутаты Госдумы используют свои полномочия для преследования инакомыслящих и политических оппонентов, нарушают свободу информации, ограничивают права человека и основные свободы граждан России.
Позднее, по аналогичным основаниям, включён в санкционные списки Великобритании, Швейцарии, Австралии, Японии, Украины и Новой Зеландии.

## Личная жизнь и хобби
Женат, отец троих сыновей и трёх дочерей. От брака с биатлонисткой Еленой Мельниковой-Чепиковой есть старший сын Прохор (1994). Во втором браке с Еленой Чепиковой родились Елизавета, Дарья, Арина, Мирослав (2014) и Платон (2018).
Большой знаток музыки различных направлений и стилей. Обладатель большой коллекции виниловых пластинок и компакт-дисков. Поёт. Увлечён изучением философии.
Владеет английским, немецким, датским и норвежским языками.

## Награды, звания и премии
- Орден «За заслуги перед Отечеством» IV степени (27 июня 2007) — за заслуги в развитии физической культуры и спорта и многолетнюю добросовестную работу[33][8]
- Орден «За личное мужество» (1994)[8]
- Орден «Знак Почёта» (1988)[8]
- Заслуженный мастер спорта СССР (1988)[8]
- Медаль МВД «За отличие в службе» I степени[8]
- Почётный гражданин Екатеринбурга (2006)[1]
- Почётный знак «За заслуги перед городом Екатеринбургом»[8][1]

Также является полковником внутренних войск МВД РФ.

## Собственность и доходы
Сергей Чепиков декларировал доходы за 2020 год в размере 7 млн 19 тыс. рублей, доходы супруги составили 55,3 тыс. рублей. Годом ранее доходы супругов составили 6 млн 817 тыс. рублей и 7,7 тыс. рублей соответственно. Сергею Чепикову принадлежит жилой дом площадью 259,8 м², нежилое помещение 106,6 м², а также автомобиль BMW Z4. В собственности жены земельный участок для сельскохозяйственного использования площадью 0,9 га и квартира 77,80 м². В пользовании супругов наёмная квартира на срок полномочий депутата Госдумы площадью 173 м².